# Ртутно-серная теория

Крылатый и бескрылый драконы, образующие круг — символы ртути и серы (Eleazar. «Uraltes chymishes Werk», Leipzig, 1760)

Ртутно-серная теория — алхимическая теория, объясняющая происхождение и свойства металлов и обосновывающая возможность их трансмутации; наряду с учением Аристотеля об элементах-стихиях составляла теоретическую основу алхимии.

## Рациональные основания теории
Учение о четырёх стихиях оказалось не слишком удобным для интерпретации опытных данных, касающихся свойств металлов, поскольку принимало в качестве основных свойств тел, прежде всего, их физические свойства. Развитие алхимической практики потребовало создания новой теории, основанной на химических свойствах веществ. Основой для создания теории стали сложившиеся ещё в александрийскую эпоху представления о ртути как об особом, «первичном» металле, основанные на уникальной способности ртути образовывать амальгамы с другими металлами.
Ртутно-серная теория происхождения металлов, призванная объяснять такие свойства металлов, как блеск, ковкость, горючесть, и обосновывать возможность трансмутации, была создана в конце VIII века арабским алхимиком Джабиром ибн Хайяном. Согласно данной теории, в основе всех металлов лежат два «принципа» — ртуть (философская ртуть) и сера (философская сера). Ртуть является «принципом металличности», сера — «принципом горючести». Принципы теории, таким образом, выступали как носители определённых химических свойств металлов, установленных в результате экспериментального изучения действия высоких температур на металлы.
Алхимические принципы, в свою очередь, образованы элементами-стихиями: ртуть содержит воду и воздух, а сера — землю и огонь. Философская ртуть и философская сера не тождественны ртути и сере как конкретным веществам. Обычные ртуть и сера представляют собой своего рода свидетельства существования философских ртути и серы как принципов, причём принципов скорее духовных, нежели материальных.
Согласно учению Джабира, сухие испарения, конденсируясь в земле, дают серу, мокрые — ртуть. Сера и ртуть, соединясь затем в различных отношениях, и образуют семь металлов: железо, олово, свинец, медь, ртуть, серебро и золото. Золото как совершенный металл образуется, только если вполне чистые сера и ртуть взяты в наиболее благоприятных соотношениях. В земле, согласно Джабиру, образование золота и других металлов происходит постепенно и медленно. «Созревание» золота можно ускорить с помощью некоего «медикамента» или «эликсира», который приводит к изменению соотношения ртути и серы в металлах и к превращению последних в золото и серебро.
Термин эликсир (al-iksir) происходит от греческого xerion, то есть «сухой»; позднее в Европе эта субстанция получила название философского камня (Lapis Philosophorum). Поскольку процесс превращения несовершенных металлов в совершенный может быть отождествлён с излечением металлов, эликсир, согласно представлениям последователей Джабира, должен обладать ещё многими магическими свойствами — исцелять все болезни, и, возможно, давать бессмертие (отсюда — «эликсир жизни»).
Проблема трансмутации металлов, таким образом, в рамках ртутно-серной теории сводится к задаче выделения эликсира, обозначаемого в алхимической символике астрологическим символом Земли.
Поскольку свойства таких веществ, как соли металлов, довольно сложно объяснить с использованием двух принципов, Ар-Рази в конце IX века усовершенствовал теорию, добавив в неё третий принцип, «принцип твёрдости» — философскую соль. Ртуть и сера образуют твёрдые вещества лишь в присутствии этого третьего принципа. В таком виде теория трёх принципов приобрела логическую завершённость; однако в Европе всеобщее признание данный вариант теории получил лишь в XV—XVI веках благодаря работам Василия Валентина, а затем Парацельса и его последователей («спагирики»).

## Ртуть и сера в эзотерике и алхимической символике
Неотъемлемой составной частью ртутно-серной теории в европейской алхимической традиции являлось её эзотерическое, спиритуалистическое толкование.
Ртуть (Меркурий) отождествлялся в алхимии с женским, летучим, пассивным началом, а сера (Сульфур) — с мужским, постоянным, активным. Ртуть и сера имели огромное количество символических имён. В алхимической символике они изображались в виде крылатого и бескрылого драконов, либо в виде женщины и мужчины (обычно королевы и короля), одетых в белые и красные одежды соответственно. Соединение короля и королевы составляло алхимический брак; результатом этого брака являлся гермафродит («ребис»), служивший обычно символом эликсира.
Три алхимических принципа составляли важную часть нумерологических построений алхимиков, согласно которым материя имеет: четыре угла, четыре элемента — в своей добродетели; три угла, три принципа, — в своей субстанции; два угла, два семени, мужское и женское, — в своей материи; один угол, всемирную материю, — в своём корне. Сумма чисел в этом построении равна десяти — числу, ставящемуся в соответствие материи (иногда — золоту).